# Chi Nho
Chi Nho (danh pháp khoa học: Vitis) là một chi thực vật có hoa trong họ Nho.

## Phân loại
Hiện có rất nhiều loài nho đang tồn tại, bao gồm 2 phân chi Muscadinia và Vitis: 
- Vitis vinifera, loài nho dùng để sản xuất rượu vang ở châu Âu. Có nguồn gốc ở châu Âu lục địa.
- Vitis labrusca, loài nho dùng để ăn tươi và sản xuất nước nho tại Bắc Mỹ, đôi khi cũng dùng để sản xuất rượu vang. Có nguồn gốc ở miền đông Hoa Kỳ và Canada.
- Vitis riparia, loài nho hoang dại ở Bắc Mỹ, đôi khi được dùng sản xuất rượu vang hay làm mứt. Có nguồn gốc ở miền đông Hoa Kỳ, kéo dài về phía bắc tới Quebec.
- Vitis rotundifolia, nho muxcat hay nho xạ, được sử dụng làm mứt và rượu vang. Có nguồn gốc ở miền đông nam Hoa Kỳ, từ Delaware tới vịnh Mexico.
- Vitis aestivalis, giống Norton (AKA Cynthiana) được dùng để sản xuất rượu vang.
- Vitis lincecumii (còn gọi là Vitis aestivalis hay Vitis lincecumii), Vitis berlandieri (còn gọi là Vitis cinerea thứ helleri), Vitis cinerea, Vitis rupestris: Được sử dụng để lai ghép nhằm tạo ra các giống nho chống chịu bệnh, dưới dạng thân ghép (thân rễ).
- Vitis arizonica, một loài nho vùng sa mạc ở miền tây nam Hoa Kỳ, chịu được sự chênh lệch nhiệt độ lớn. Có thể dùng sản xuất rượu vang.
- Vitis californica, một loài nho quan trọng đối với công nghiệp sản xuất rượu vang của California vì các thân ghép của chúng có khả năng chịu dịch bệnh và thời tiết lạnh. Có nguồn gốc ở California và Oregon.
- Vitis vulpina, loài nho chịu sương muối. Có nguồn gốc ở vùng Trung Tây nước Mỹ kéo dài về phía đông tới vùng bờ biển thuộc bang New York.

Hiện nay, người ta đã tạo ra nhiều giống nho để trồng; chủ yếu là các giống của V. vinifera.
Các loài nho lai ghép cũng tồn tại, chủ yếu là lai ghép giữa V. vinifera và một trong các thứ (biến chủng) của V. labrusca, V. riparia hay V. aestivalis. Các giống lai ghép có xu hướng ít nhạy cảm với sương muối và dịch bệnh (đáng chú ý là các loài rệp hại rễ nho), nhưng rượu vang sản xuất từ chúng có thể có mùi vị chua đặc trưng của labrusca.